# Josh Payne (Dartspieler)
Josh Payne (* 10. Dezember 1993 in Gravesend, Kent) ist ein aktiver englischer Dartspieler. Er gehörte von 2012 bis 2013 der BDO an und wechselte 2013 zur PDC.

## Karriere
Bei der PDC Qualifying School 2022 war Payne nach Verlust der PDC Tour Card in der Final Stage gesetzt. Dort warf er an Tag 1 gegen den Waliser Sean Fisher einen 9-Darter, gewann seine Tour Card allerdings nicht zurück. In der darauffolgenden Challenge Tour-Saison spielte Payne insgesamt 400 Pfund ein.
2023 nahm Payne erneut an der Q-School teil und konnte seine Tour Card durch einen Sieg am dritten Tag der Final Stage wiedererlangen. In dem darauffolgenden Jahr konnte er bei zwei European Tour-Turnieren ein Spiel gewinnen und bei den Players Championships einmal ins Achtelfinale kommen. Bei den UK Open 2023 war jedoch in der ersten Runde Schluss und auch für ein weiteres Turnier konnte er sich nicht qualifizieren.
Die UK Open 2024 verliefen für Payne deutlich erfolgreicher. Er gewann seine Spiele gegen Ron Meulenkamp und Steve Beaton, bevor er in der vierten Runde gegen Andrew Gilding verlor. Ansonsten war es ein katastrophales Jahr für Payne auf der Tour. So schaffte er es nur fünfmal über die erste Runde eines Players Championship-Turniers hinaus und dabei auch nur ein einziges Mal in die dritte Runde. Somit qualifizierte Payne sich für kein weiteres Turnier und verlor seine Tour Card nach zwei Jahren wieder.
Bei der UK Q-School 2025 ging Payne erneut an den Start und startete in der Final Stage. Er gewann an den ersten beiden Tagen jeweils zwei Spiele, danach jedoch keines mehr und blieb somit mit zwei Punkten für die Rangliste ohne Tour Card.

## Weltmeisterschaftsresultate

### PDC-Junioren
- 2011: Vorrunde (1:4-Niederlage gegen  Shaun Griffiths)
- 2013: 2. Runde (5:6-Niederlage gegen  Dean Finn)
- 2014: Achtelfinale (4:6-Niederlage gegen  Jack Tweddell)
- 2015: Viertelfinale (4:6-Niederlage gegen  Nathan Aspinall)
- 2016: 1. Runde (1:6-Niederlage gegen  Max Hopp)
- 2017: Finale (3:6-Niederlage gegen  Dimitri Van den Bergh)

### PDC
- 2017: 1. Runde (1:3-Niederlage gegen  Terry Jenkins)
- 2019: 2. Runde (2:3-Niederlage gegen  Dave Chisnall)
- 2020: 2. Runde (0:3-Niederlage gegen  Dimitri Van den Bergh)

## Titel

### PDC
- Secondary Tour Events
  - PDC Development Tour
    - PDC Challenge Tour 2013: 2
    - PDC Youth Tour 2014: 14
    - PDC Development Tour 2016: 3

## Turnierergebnisse
| Turnier                     | 2014 | 2015 | 2016 | 2017 | 2018 | 2019 | 2020 | 2021 | 2022 | 2023 | 2024 |
| --------------------------- | ---- | ---- | ---- | ---- | ---- | ---- | ---- | ---- | ---- | ---- | ---- |
| PDC World Championship      | NQ   | NQ   | NQ   | 1R   | NQ   | 2R   | 2R   | NQ   | NQ   | NQ   | NQ   |
| UK Open                     | 2R   | 4R   | NQ   | NQ   | 1R   | VF   | 4R   | 3R   | NQ   | 1R   | 4R   |
| World Matchplay             | NQ   | NQ   | 1R   | NQ   | NQ   | NQ   | NQ   | NQ   | NQ   | NQ   | NQ   |
| World Grand Prix            | NQ   | NQ   | NQ   | NQ   | 1R   | NQ   | NQ   | NQ   | NQ   | NQ   | NQ   |
| Grand Slam of Darts         | NQ   | NQ   | NQ   | NQ   | 2R   | NQ   | NQ   | NQ   | NQ   | NQ   | NQ   |
| Players Championship Finals | NQ   | NQ   | 3R   | NQ   | 1R   | 1R   | NQ   | NQ   | NQ   | NQ   | NQ   |
| Jahresendplatzierung        | 92   | 70   | 48   | 50   | 53   | 45   | 55   | 100  | -    | -    | 92   |

| Legende | Legende                     | Legende | Legende            | Legende | Legende                  | Legende | Legende                        |
| ------- | --------------------------- | ------- | ------------------ | ------- | ------------------------ | ------- | ------------------------------ |
| NQ      | nicht qualifiziert          | NT      | nicht teilgenommen | #R      | ausgeschieden in Runde # | VF      | ausgeschieden im Viertelfinale |
| HF      | ausgeschieden im Halbfinale | F       | 2. Platz           | W       | gewonnen                 |         |                                |